# Lucas Biglia
Lucas Rodrigo Biglia (Mercedes, Provincia de Buenos Aires, 30 ianuarie 1986) este un fotbalist argentinian retras din activitate care a jucat pe postul de mijlocaș defensiv.
În 2003 și 2005, a câștigat Campionatul sud-American Sub-17 din 2003 și Cupa Mondială de Fotbal u-20 2005 , respectiv. Cu Echipa națională de fotbal a Argentinei a participat la o ediție a Cupei Mondială de Fotbal și trei turneuri Copa América.